# Maryna Kylypko
Maryna V"jačeslavivna Kylypko (in ucraino Марина В'ячеславівна Килипко?; 10 novembre 1995) è un'astista ucraina.
Nel 2017 è arrivata terza ai campionati europei di atletica leggera indoor di Belgrado, a pari merito con la svedese Angelica Bengtsson.

## Progressione

### Salto con l'asta
| Stagione | Risultato | Luogo   | Data      | Rank. Mond. |
| -------- | --------- | ------- | --------- | ----------- |
| 2016     | 4,65 m    | Trani   | 3-9-2016  | 16ª         |
| 2015     | 4,30 m    | Charkiv | 12-5-2015 | 88ª         |
| 2014     | 4,10 m    | Kiev    | 3-6-2014  | –           |
| 2013     | 4,00 m    | Jalta   | 6-6-2013  | –           |
| 2012     | –         | –       | –         | –           |
| 2011     | 3,70 m    | Jalta   | 26-5-2011 | –           |

### Salto con l'asta indoor
| Stagione | Risultato | Luogo        | Data      | Rank. Mond. |
| -------- | --------- | ------------ | --------- | ----------- |
| 2017     | 4,55 m    | Novi Beograd | 4-3-2017  | 14ª         |
| 2017     | 4,55 m    | Metz         | 12-2-2017 | 14ª         |
| 2016     | 4,40 m    | Charkiv      | 14-1-2016 | 47ª         |

## Palmarès
| Anno | Manifestazione    | Sede           | Evento           | Risultato      | Prestazione | Note |
| ---- | ----------------- | -------------- | ---------------- | -------------- | ----------- | ---- |
| 2011 | Mondiali allievi  | Lilla          | Salto con l'asta | nm             | nm          |      |
| 2013 | Europei juniores  | Rieti          | Salto con l'asta | Qualificazione | 3,65 m      |      |
| 2014 | Mondiali juniores | Eugene         | Salto con l'asta | 18ª (q)        | 4,00 m      |      |
| 2015 | Europei under 23  | Tallinn        | Salto con l'asta | 16ª (q)        | 4,10 m      |      |
| 2016 | Europei           | Amsterdam      | Salto con l'asta | 17ª (q)        | 4,35 m      |      |
| 2016 | Giochi olimpici   | Rio de Janeiro | Salto con l'asta | 14ª (q)        | 4,55 m      |      |
| 2017 | Europei indoor    | Belgrado       | Salto con l'asta | Bronzo         | 4,55 m      |      |
| 2017 | Europei under 23  | Bydgoszcz      | Salto con l'asta | Argento        | 4,45 m      |      |
| 2017 | Mondiali          | Londra         | Salto con l'asta | 24ª (q)        | 4,20 m      |      |
| 2017 | Universiadi       | Taipei         | Salto con l'asta | 4ª             | 4,40 m      |      |
| 2018 | Europei           | Berlino        | Salto con l'asta | 8ª             | 4,45 m      |      |
| 2019 | Mondiali          | Doha           | Salto con l'asta | 21ª (q)        | 4,50 m      |      |
| 2021 | Europei indoor    | Toruń          | Salto con l'asta | 9ª             | 4,35 m      |      |
| 2021 | Giochi olimpici   | Tokyo          | Salto con l'asta | 5ª             | 4,50 m      |      |
| 2022 | Mondiali          | Eugene         | Salto con l'asta | 16ª (q)        | 4,35 m      |      |
| 2022 | Europei           | Monaco         | Salto con l'asta | 22ª (q)        | 4,25 m      |      |

## Altre competizioni internazionali
2025
- Argento ai Campionati europei a squadre di atletica leggera ( Madrid), salto con l'asta - 4,65 m